# 久我信通
久我信通（1744年10月11日—1795年10月25日），是江戶時代後期的公卿；也是村上源氏嫡流的久我家當主。

## 生涯
久我信通在延享元年（1744年）出生，是父母廣幡長忠及醍醐氏（醍醐冬熙女）的長子，後在寶曆六年（1756年）過繼給無子的久我敏通為後。同年敘從五位下，歷任侍從、左近衛權少將與左近衛權中將，寶曆十三年（1763年）敘從三位，位列公卿。
後來他也曾任職踏歌節會外弁、權中納言及權大納言。明和五年（1768年）英仁親王被立為皇太子，久我信通被任命為其春宮權大夫，兩年後（1770年）親王即位，是為後桃園天皇，久我信通自動辭去春宮權大夫職務。
寬政三年（1791年）兩度擔任內大臣，同年發生尊號事件，久我信通與中山愛親及正親町公明作為朝廷代表共同江戶下向。
寬政七年（1795年）他逝世，享年51歲。
| 王位覬覦者        | 王位覬覦者                                                                           | 王位覬覦者                           |
| ----------------- | ------------------------------------------------------------------------------------ | ------------------------------------ |
| 前任： 久我敏通   | 久我家當主 1756年3月25日－1795年10月25日                                             | 繼任： 久我通明                      |
| 官衔              |                                                                                      |                                      |
| 前任者： 廣橋兼胤 | 武家傳奏 1777年2月3日－1791年12月18日 與廣橋兼胤、 油小路隆前、 萬里小路政房同時在任 | 繼任者： 萬里小路政房 為唯一武家傳奏 |
| 前任： 鷹司政熙   | 內大臣 1791年12月23日－1792年1月29日                                                 | 繼任： 大炊御門家孝                  |
| 军职              |                                                                                      |                                      |
| 前任： 二條治孝   | 右大將 1789年10月10日－1792年1月29日                                                 | 繼任： 大炊御門家孝                  |